# Hans Hänni
Hans Hänni – szwajcarski strzelec, mistrz świata.
Był związany z miastem Solura. 
Hänni jest siedmiokrotnym medalistą mistrzostw świata. Trzy medale wywalczył na turnieju w 1921 roku, gdzie zdobył złoto w pistolecie dowolnym z 50 metrów, oraz dwa srebra w drużynowych strzelaniach z pistoletu dowolnego i karabinu dowolnego w trzech postawach z 300 m. Indywidualnie wygrał jeszcze w pistolecie dowolnym w roku 1922, zaś w drużynie zwyciężał w 1922 i 1924 roku. W 1925 roku był drużynowym wicemistrzem świata. 

## Medale mistrzostw świata
Opracowano na podstawie materiałów źródłowych:
| Mistrzostwa     | Konkurencja                                     | Wynik                             | Miejsce |
| --------------- | ----------------------------------------------- | --------------------------------- | ------- |
| Lyon 1921       | Karabin dowolny, trzy postawy, 300 m, drużynowo | 4933 pkt. (druż.)                 |         |
| Lyon 1921       | Pistolet dowolny, 50 m                          | 515 pkt.                          |         |
| Lyon 1921       | Pistolet dowolny, 50 m, drużynowo               | 2465 pkt. (druż.) 515 pkt. (ind.) |         |
| Mediolan 1922   | Pistolet dowolny, 50 m                          | 514 pkt.                          |         |
| Mediolan 1922   | Pistolet dowolny, 50 m, drużynowo               | 2553 pkt. (druż.) 514 pkt. (ind.) |         |
| Reims 1924      | Pistolet dowolny, 50 m, drużynowo               | 2572 pkt. (druż.)                 |         |
| St. Gallen 1925 | Pistolet dowolny, 50 m, drużynowo               | 2465 pkt. (druż.)                 |         |